# كاميلا وليامز
كاميلا وليامز (بالإنجليزية: Camilla Williams)‏ هي مغنية أوبرا ومغنية أمريكية، ولدت في 18 أكتوبر 1919 في دانفيل في الولايات المتحدة، وتوفيت في 29 يناير 2012 في بلومنغتون في الولايات المتحدة.

## وصلات خارجية
- كاميلا وليامز على موقع ميوزك برينز (الإنجليزية)
- كاميلا وليامز على موقع ديسكوغز (الإنجليزية)